# Geschiedenis van de vrijmetselarij in België

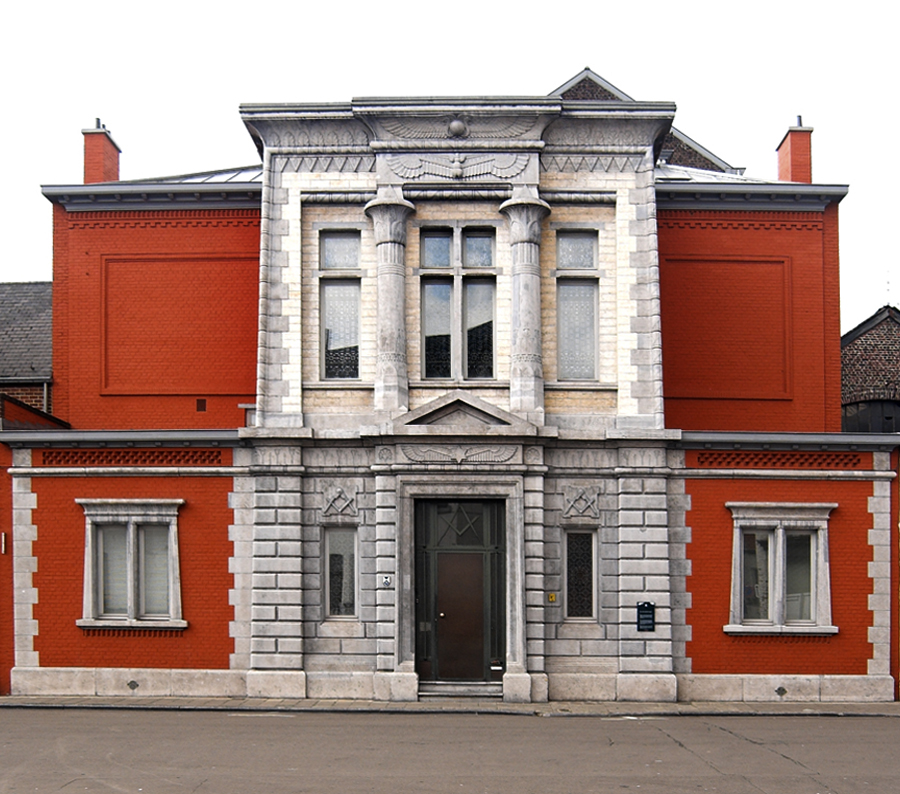
Logegebouw La Parfaite Union in Bergen, gebouwd volgens de plannen van architect Hector Puchot in 1890

De geschiedenis van de vrijmetselarij in België kan in vier formeel afgelijnde en inhoudelijk samenhangende periodes worden opgedeeld, die samenvallen met de invloed van vier verschillende maçonnieke jurisdicties of grootmachten. Een objectieve weergave is moeilijk omdat er weinig oude bronnen zijn en vele belangrijke bronnen ontoegankelijk zijn voor niet-vrijmetselaars. Zeker over de eerste beginjaren bestaat veel speculatie.

## Oostenrijkse periode

### 1721-1789
De geschiedenis van de vrijmetselarij in de Zuidelijke Nederlanden is de geschiedenis van de vrijmetselarij in de Oostenrijkse Nederlanden en het prinsbisdom Luik. Deze geschiedenis is te situeren in een periode die start met de Vrede van Utrecht in 1713 en eindigt met het uitbreken van de Franse Revolutie in 1789.
In vele maçonnieke geschiedenissen wordt gesteld dat de oudste vrijmetselaarsloge op Belgische bodem reeds in 1721 in het Henegouwse Bergen werd gesticht onder de naam Parfaite Union. Tevens wordt gesteld dat in 1730 in het Vlaamse Gent en het Henegouwse Doornik twee verdere loges zijn ontstaan. Historische documenten die deze beweringen onomstotelijk bewijzen bestaan echter niet.
In 1738 verschijnt een Franse vertaling van een Engels vrijmetselaarsgeschrift van de hand van Samuel Pritchard (Masonry Dissected) in de Belgische contreien. Dit werd heruitgegeven in 1743 te Gent.
Historische bronnen bevestigen dat in het jaar 1743 een eerste loge wordt opgericht in Brussel onder de naam L'Égalité. De Fransman Joseph Uriot, een toneelacteur, was er lid van. Hij schreef in 1744 een boekje getiteld Le secret des franc-maçons mis en évidence. Hiernaast bestond zeer kortstondig een tweede loge. Beiden werden in 1743 gesloten in opdracht van keizerin Maria Theresia.
Vanaf 1740 werden er verschillende loges opgericht door buitenlandse militairen of burgers, die in België vertoefden en voornamelijk afkomstig waren uit Engeland en Frankrijk. Zo waren bijvoorbeeld Britse troepen aanwezig in de Zuidelijke Nederlanden van 1742 tot 1748 ten tijde van de Spaanse Successieoorlog en van 1755 tot 1762 ten tijde van de Zevenjarige oorlog. De vrijmetselarij verspreidde zich gestaag. Er bestonden loges in Philippeville (1744), in Namen (1747), in Antwerpen (1749), in Luik (ca. 1749), in Bergen (1748), in Ieper (ca. 1756) in Kortenberg (1756) en wellicht ook in Oostende (ca. 1746).
De personen die tijdens deze periode loges oprichtten hier ten lande deden dit op eigen initiatief en zonder mandaat van een buitenlandse obediëntie. Voorbeelden hiervan zijn Jean Rousset de Missy, Nicolas Louchier de Jericot en Thomas Chambers Cecil. Het staat historisch vast dat vele van deze loges voor korte, of langere tijd bestonden. Maar deze organisatorische anarchie kon niet blijven duren, en er werden voorzichtige pogingen ondernomen om tot organisatorische en structurele samenwerking te komen.
In 1763 werd te Gent voor het eerst een loge opgericht, Le Candeur, die erkend werd door een obediëntie, in casu de Grootloge van Holland uit de Republiek der Zeven Verenigde Nederlanden. Deze obediëntie was reeds in 1756 opgericht. In 1765 werd een tweede Gentse loge, La Bienfaisante, eveneens erkend door het Grootloge van Holland.
In 1764/1765 werd de Aalsterse loge La Discrète Impériale erkend met nummer 278/341 door de Premier Grand Lodge of England. In 1768 werd een Gentse loge, La Constante Union, erkend onder het nummer 427 en in 1770 werd een Doornikse loge, Les Frères Réunis, erkend onder nummer 394. De aanvraag van de Gentse loge La Discrète Imperiale et Royale richting de Grand Lodge of England werd niet aanvaard.
In het Prinsbisdom Luik ontstond de eerste vrijmetselaarsloge in 1749 onder de naam La Nymphe. In 1760 werd de vrijmetselarij verboden door de toenmalige prins-bisschop. Zijn opvolger, Franciscus Karel van Velbrück, beschermde de orde (men heeft zelfs lang gedacht dat hij tot de vrijmetselarij was toegetreden), wat tot gevolg had dat ook priesters lid werden van de vrijmetselarij. Andere loges werden gesticht in 1770 en 1775.
In Bergen stonden sedert 1763 twee loges met elkaar in concurrentie, La Parfaite Union en La Vraie et Parfaite Harmonie. In 1765 werd de Zuidelijke Nederlander François Bonaventure Joseph du Mont, Markies de Gages ingewijd in de Bergense loge La Vraie et Parfaite Harmonie. Als intimus van de Franse prins Louis de Bourbon-Condé, grootmeester van de historische Grande Loge de France, werd hij in 1776 benoemd tot Grand maître provincial et inspecteur général des loges rouges et bleues pour les provinces de Flandres, de Brabant et de Hainaut . Op deze wijze trachtte ook hij de onafhankelijke loges onder een centraal gezag te groeperen en te doen aansluiten bij de Grande Loge de France. Loge La Vraie et Parfaite Harmonie zou een belangrijke rol spelen bij dit proces, maar vanuit de landelijke loges bestond er weinig animo voor het Franse project en slechts La Parfaite Égalité Bruges sloot zich aan. Verder introduceerde de Gages de hogere gradenvrijmetselarij in de Oostenrijkse Nederlanden.
Concurrentie ondervond de Gages bij zijn pogingen van de Fransman Jean de Vignoles, die toentertijd door de Oostenrijkse Nederlanden reisde. Deze was Provincial Grand Master for the Foreign Lodges, die voor rekening van de Grand Lodge of England de ontluikende vrijmetselarij op het vasteland opvolgde. Hij was hugenoot en contactman voor Nederland, Duitsland en de Oostenrijkse Nederlanden. In 1763 gaf de Vignoles samen met J.P. Dubois, die secretaris van de  toenmalige Grootloge der Nederlanden was, een boekje uit met vrijmetselaarsliederen  onder de titel La lyre maçonne. De drie bovenvermelde loges, die waren opgericht met een Engelse constitutiebrief, sloten zich aan bij de Provincial Grand Lodge for the Foreign Lodges, samen met enkele andere loges. Maar ook zijn initiatieven waren geen onverdeeld succes.

Zegel en Grootzegel van de Provinciale Grootloge van de Oostenrijkse Nederlanden.

Ten slotte was de Grand Lodge of Scotland als maçonnieke grootmacht aanwezig in de Belgische contreien, erkend door de Naamse loge La Parfaite Union.
Echt succesvol begon de centralisatie van het maçonnieke gezag slechts te worden vanaf het moment dat beide heren besloten samen te werken. De Gages verliet het Franse kamp en sloot zich aan bij het Engelse kamp van de Vignoles. De samenwerking had succes. Op 17 december 1769 werd tussen beide grootmeesters een akkoord bereikt en een maand later, in 1770, werd de Gages grootmeester van de Grande Loge Provinciale des Pays-Bas Autrichiens, een provinciale grootloge van de Premier Grand Lodge of England. Het oprichtingsjaar van de Grande Loge Provinciale des Pays-Bas Autrichiens is dan ook 1770.
Onmiddellijk had de eenheidspoging succes. La Discrète Impériale in Aalst, La Constante Union (1768) in Gent en Les Frères Réunis in Doornik werden vervoegd door La Constante Fidélité (1771) in Mechelen, L’Heureuse Rencontre en L’Union in Brussel. In 1779 waren dit reeds negen loges geworden. In 1786 waren er 26 loges lid van de provinciale grootloge. In 1776 sloot La Bienfaisante uit Gent zich aan bij de provinciale grootloge. Deze laatste loge fuseerde in 1783 met La Félicité tot La Bienfaisante Félicité.
De Luikse loges verkozen in groten getale hun onafhankelijkheid te bewaren, en weigerden zich aan te sluiten bij de Grande Loge Provinciale des Pays-Bas Autrichiens. Enkele loges sloten zich aan bij de Grand Orient de France, die ondertussen de Grande Loge de France was opgevolgd.
Een edict uit 1764 vanwege keizer Frans I Stefan van het Heilige Roomse Rijk werd afgekondigd in een poging de vrijmetselarij in alle onderworpen gebieden te onderdrukken. Maar Karel van Lorreinen, zelf vrijmetselaar, landvoogd van de Oostenrijkse Nederlanden liet de vrijmetselarij ongemoeid.
Toen keizer Jozef II in 1780 aan de macht kwam hervormde hij dramatisch de vrijmetselarij, ook hier ten lande. Vanuit een verlicht rationalisme verbood hij in 1784 alle confrérieën en godvruchtige genootschappen en verving deze door één centrale Confrérie van de universele liefdadigheid.
Ook de loges werden slachtoffer van zijn verlicht despotisme en werden in een eerste fase geherstructureerd door de oprichting van een uniforme Grande Loge Provinciale Unie pour les Pays-Bays Autrichiens. In 1785 telde ze vijftien loges. Deze provinciale grootloge weigerde echter – in tegenstelling tot haar zusterobediënties uit Oostenrijk, Hongarije, Bohemen, Lombardije, Galicië en Zevenburgen – om zich aan te sluiten bij de Nationale Grossloge von Österreich. De reden hiervoor is te vinden in hun gerichtheid op de Zweedse Ritus die in de Belgische contreien onbekend was.
Jozef II verbood in 1785 tegelijkertijd het lidmaatschap van een loge bij een buitenlandse obediëntie, schafte de hoge gradenvrijmetselarij af en beperkte het aantal vrijmetselaarsloges tot drie loges te Brussel. In 1786 verbood hij alle maçonnieke activiteit. Het moet dan ook niet verbazen dat de heersende mentaliteit in de plaatselijke loges uitgesproken anti-Oostenrijks was en pro-Zuidelijke Nederlanden.

### Evaluatie
Van de ongeveer negentig verschillende loges die bestaan hebben gedurende de 18e eeuw in de Zuidelijke Nederlanden en het prinsbisdom Luik bestond meer dan de helft maar voor zeer korte tijd. Slechts 38 loges konden langer dan drie jaar ononderbroken werken. Slechts 16 loges konden tien jaar of langer bestaan, met name loges in Aalst (1), Antwerpen (1), Bergen (2), Bouillon (1), Brussel (3), Doornik (1), Gent (1), Luik (3), Luxemburg (1), Mechelen (1) en Namen (1).
Deze 18e-eeuwse vrijmetselaars behoorden hoofdzakelijk tot de gegoede middenklasse, de kleine adel en de burgerij. Loges die voornamelijk rekruteerden uit andere sociale klassen werden niet erkend door de Provinciale Grootloge voor de Oostenrijkse Nederlanden. Zo werd de Gentse loge La Constante Union in 1781 heropgericht als De Stantvastige Eendracht en hanteerde de volkstaal. Zij werd niet opgenomen en verdween opnieuw in 1786. Ook de in 1784 opgerichte Gentse loge La Félicité Bienfaisante, de Antwerpse loge La Parfaite Union, de Brusselse loge L'Union Fraternelle en de Oostendse loge Les Trois Niveaux hadden gelijkaardige problemen.
Loges met vele adellijken en leden van de hogere burgerij hadden niet dergelijke problemen. Voorbeelden daarvan waren La Parfaite Intelligence in Luik, Les Frères Réunis in Doornik en Les Amis Thérésiens in Bergen. Deze laatste was een loge die uitsluitend uit katholieke geestelijken bestond. Een loge aan de Katholieke Universiteit Leuven bestaande uit studenten, geestelijken en adellijken werd verboden door de autoriteiten.
Gedurende deze periode woedt er een richtingenstrijd tussen de verschillende maçonnieke grootmachten. Zowel de Grand Lodge of England - via de Grande Loge Provinciale Unie pour les Pays-Bays Autrichiens - en de Grande Loge de France trachtten de trend te zetten. In mindere mate speelden de Grootloge van Holland of de Grand Lodge of Scotland een rol in dit proces. De Grande Loge Provinciale Unie pour les Pays-Bays Autrichiens nam de rol van de Engelse grootloge over tot aan de begrafenis van de vrijmetselarij.
Alhoewel de moederobediëntie lange tijd Engels was, stonden de loges in de Zuidelijke Nederlanden toch bloot aan Franse invloed. Na de oorspronkelijke erkenning en oprichting door de Engelse grootloge, werd vooral naar Frankrijk gekeken voor verdere inspiratie en ontwikkeling. De contacten met de continentale, Franse loges, waren frequent. Zo werd ook de hoge-gradenvrijmetselarij zeer populair in de Zuidelijke Nederlanden.
Na de hervormingen van keizer Jozef II van het Heilig Roomse Rijk bleef er in de Belgische contreien zo goed als niets meer over van de in de loop van de 18e eeuw gegroeide vrijmetselarij. Op het einde van de 18e eeuw begon aldus onder Frans, Nederlands en Belgisch bewind de totale heropbouw van de vrijmetselarij gedurende de ganse 19e eeuw.

## Franse periode

### 1789-1815
Deze periode begint formeel met het uitbreken van de Franse Revolutie in 1789. Ze eindigt met de nederlaag van keizer Napoleon Bonaparte te Waterloo, met het Congres van Wenen van 1815 in haar kielzog.
In 1789 brak het gewapende verzet uit tegen het bewind van keizer Jozef II van Oostenrijk in de provincies Brabant, Vlaanderen en Henegouwen, en een jaar later ook in Antwerpen, Namen, Limburg en Luxemburg. Deze opstand mislukte.
De Franse revolutionairen maakten gebruik van deze chaos om hun invloed in het Noorden te vergroten. Na de Slag van Fleurus in 1794 waren de Oostenrijkers definitief verdreven en namen de Franse revolutionairen hun plaats in.
Bij het begin van de Franse bezetting van de Zuidelijke Nederlanden en Luik in 1794 stond de vrijmetselarij in de Oostenrijkse Nederlanden op een zeer laag pitje. Van de drie loges die voorheen waren toegestaan in Brussel bestond er nog slechts één, Les Vrais Amis de l'Union, die in 1796 werd heropgericht. Veel loges hadden noodgedwongen elke activiteit moeten staken. Onder het Franse revolutionaire regime kende zij een eerste grote bloei. Dit kwam mede doordat er vele Franse militairen verbleven in de Belgische contreien. Slapende loges werden heropgericht, zoals de Gentse loge La Constante Union in 1809, of nieuwe loges werden opgericht. Ook militaire loges schoten als paddenstoelen uit de grond. In 1798 werd door een groep Franse militairen en ambtenaren de Brusselse loge Les Amis Philanthropes opgericht. Deze loge zou zich later ontwikkelen tot spil in de verdere ontwikkeling van vrijmetselarij in België.
Eind 1813 telden de negen Verenigde departementen opnieuw 34 vrijmetselaarsloges. 6 hiervan waren reeds opgericht onder de Grande Loge Provinciale Unie pour les Pays-Bays Autrichiens en overgegaan naar het Grand Orient de France, 28 loges werden opgericht vanuit het Grand Orient de France.

### Evaluatie
In tegenstelling tot de Britse en Oostenrijkse pogingen om tot eenheid te komen, werd er vanuit Franse hoek nooit een provinciale grootloge opgericht. De incorporatie van de Zuidelijke Nederlanden in Frankrijk was steeds de bedoeling. Van 1795 tot 1814 maakt de geschiedenis van de Belgische vrijmetselarij dan ook integrerend deel uit van die van de Grand Orient de France. In deze tijd werd de Franse invloed op de Belgische vrijmetselarij geconsolideerd en werd de trend richting uitgesproken vrijzinnigheid ingezet.

## Nederlandse periode

### 1815-1830
Het Noorden en het Zuiden werden in 1815 samengesmolten tot het Verenigd Koninkrijk der Nederlanden op het Congres van Wenen. Koning Willem I der Nederlanden was vorst van de eenheidsstaat. Aldus was de rol van de Grand Orient de France structureel uitgespeeld. Maar inhoudelijk bleef ze de trendsetter. Niet alleen tot in 1830 met het uitbreken van de Belgische Revolutie, maar tot op heden.
Op dit moment telden de Zuidelijke Nederlanden 37 loges, waarvan 7 te Brussel (Les Vrais Amis de L'Union, Les Amis Philanthropes, La Candeur, L'Espérance, L'Heureuse Rencontre, La Paix en La Parfaite Amitié ), 4 te Gent (La Félicité Bienfaisante, Les Vrais Amis, Septentrion en La Saint)-Napoléon du Nord), 3 te Antwerpen (Les Éleves de Thémis, Les Amis du Commerce en La Concorde Universelle), Luik (L'Étoile de l'Amitié, La Parfaite Égalité en La Parfaite Intelligence) en Doornik (La Confrérie de Saint-Sébastien, La Constance Éprouvée en Les Frères Réunis), 2 te Leuven (Les Disciples de Salomon en La Constance) en Chaudfontaine (L'Étoile en La Nymphe), en telkens 1 te Boussu (Les Vrais Philanthropes), Brugge (La Réunion des Amis du Nord), Charleroi ( les Amis de la Vertu), Hoei (Les Amis de la Parfaite Intelligence), Kortrijk (L'Amitié), Mechelen (La Concorde), Bergen (La Concorde), Namen (La Bonne Amitié), Nijvel (Les Amis Discrets), Oostende (Les Trois Niveaux), Spa (L'Indivisible) en Verviers (Les Philanthropes).
Vlak nadien werden nog volgende loges opgericht: te Luxemburg-Stad (Les Enfants dela Concorde Fortifiée), te Sint-Niklaas (L'Aménité), te Oudenaarde (Aurore), te Lokeren (L'Accord Parfait), te Vlissingen (Les Amis Français), te Sluis (L'Amitié Sans Fin), te Maastricht (La Constance en La Parfaite Réunion), te Roermond (La Liberté Constante).
De Brusselse loge Les Amis Philanthropes probeerde tevergeefs een Grande Loge de Belgique op te richten. Maar dit mislukte en het Grootoosten der Nederlanden verving haar en speelde tot 1830 een centrale rol.
Het Grootoosten der Nederlanden, onder grootmeester Prins Frederik der Nederlanden, werd geherstructureerd en opgedeeld in twee provinciale grootloges. De loges van de Zuidelijke Nederlanden werden in 1817 verenigd in de Grande Loge d'Administration des Provinces Méridionales des Pays-Bas. Prins Karel van Gavere, laatste directe afstammeling van de Graven van Hoorn, werd tot provinciaal grootmeester benoemd. Voor het Noorden was Anton Reinhard Falck provinciaal grootmeester.

### Evaluatie
In de praktijk bleef een wezenlijke integratie achterwege. Dit is te wijten aan de verschillende historische, godsdienstige, taal- en cultuurinvloeden die heersten in Noord en Zuid.
Prins Frederik was zeer kritisch tegenover elke hogere gradenvrijmetselarij, en ook kritisch aangaande de christelijke symboliek die veelvuldig gebruikt werd binnen de vrijmetselarij. Vooral in het Zuiden werd dit niet gewaardeerd. Onder het grootmeesterschap van Frederik der Nederlanden zijn de landmerken steeds in ere gehouden in Noord en Zuid en vonden er, bijvoorbeeld, geen discussies plaats over politieke en religieuze onderwerpen.
De hoofdbekommernis van de Grootloge der Nederlanden was de invloed van de Franse vrijmetselarij terug te dringen in het Zuiden. In 1830 brak echter de Belgische Revolutie uit. Met de onafhankelijkheid van België werd dit proces vroegtijdig gestaakt. De Belgische vrijmetselarij werd opnieuw volledig schatplichtig aan Frankrijk.

## Belgische periode

### 1830-1884: Belgische onafhankelijkheid en unionisme
Na de Belgische Revolutie werd op 23 februari 1833 de Grand Orient de Belgique opgericht onder de auspiciën van koning Leopold I van Saksen-Coburg-Gotha, die minstens 27 loges omvatte. De grootloge werd formeel als regulier erkend door de United Grand Lodge of England.
Alhoewel Leopold I, die ingewijd werd in het Zwitserse Bern in de loge l’Esperance, grootmeester was, heeft hij deze functie nooit officieel waargenomen. Hij had dit toevertrouwd aan baron Goswin de Stassart.
Sommige loges zoals de Gentse loge Septentrion en Les Vrais Amis, de Lokerse loge L'Accord Parfait en de Sint-Niklaase loge L'Aménité bleven nog lange tijd trouw aan het Grootoosten der Nederlanden. In 1835 werd de Gentse loge La Félicité Bienfaisante heropgericht onder het Grootoosten der Nederlanden. Het Gentse en Oost-Vlaamse orangisme bleef vele decennia nawerken.
Op 20 november 1834 ontstond onder impuls van de loge Les Amis Philanthropes de Université Libre de Bruxelles. Grootmeester Pierre-Théodore Verhaegen was de grote promotor.
In 1837 verscheen er van de hand van Kardinaal Engelbert Sterckx een schrijven gericht aan alle katholieken dat in navolging van de encycliek Mirari Vos uit 1832 het onverenigbaar was lid te zijn van vrijmetselaarsloges. Vele katholieken verlieten de loges, waaronder Félix de Mérode die in 1830 samen met Charles Rogier was ingewijd in de Brusselse loge L'Union des Peuples. In 1841 diende ook Goswin de Stassart, de eerste grootmeester, zijn ontslag in.
Er ontstond in 1837 een tegenhanger voor het Grootoosten van België, door de oprichting van de Fédération Maçonnique Belge in het Luikse, die echter geen lang leven was beschoren. Reden was interne tegenstand tegen het grootmeesterschap van Pierre-Théodore Verhaegen, die geen kans onbenut liet om de vrijzinnigheid verder te verspreiden.
Er werden dan ook geen katholieken meer opgenomen in de loge. De loges werden kernen van antiklerikaal verzet.
Tussen 1834 en 1842 richtte het Grootoosten van België veertien nieuwe loges op.
Onder impuls van de vrijmetselarij werd in 1841 de Société de l’Alliance opgericht, die in 1846 zou uitgroeien tot de liberale partij. Eugène Defacqz werd de eerste voorzitter. Hij was tevens grootmeester van het Belgische Grootoosten. In 1847 won de Association libérale et constitutionelle de parlementsverkiezingen en werd voor het eerst een homogeen liberaal kabinet gevormd, onder leiding van Charles Rogier, een vrijmetselaar. De liberalen konden decennia aan de macht blijven.
In 1854 werden de statuten gewijzigd en werd artikel 135, dat de behandeling van politieke en religieuze vraagstukken verbood, geschrapt. Van een goedmoedige en filantropische gezelligheidsvereniging was de Belgische vrijmetselarij geëvolueerd tot een strijdende vrijzinnige actiegroep. Het toelaten van politieke en religieuze discussies in de tempels, was in strijd met een van de fundamentele principes, de landmerken van de vrijmetselarij. Dit leidde tot de afsplitsing van een aantal loges, zoals Les Vrais Amis de l'Union, die zich onder de Opperraad van de Aloude en Aangenomen Schotse Ritus voor België schaarden. De erkenning door reguliere obediënties van het Belgische Grootoosten werd ingetrokken.
Nochtans is het opgeven van dit beginsel in de landen van Latijnse vrijmetselarij i.t.t. tot de landen van de Angelsaksische vrijmetselarij, niet zo eigenaardig. De reguliere vrijmetselarij - die vindt haar oorsprong in de opvattingen van de United Grand Lodge of England (U.G.L.E.) en een theïstisch of deïtisch wereldbeeld hanteert - is historisch ontstaan en gegroeid in gereformeerde cultuurgebieden waar het protestantisme reeds toonaangevend was. Omdat deze maatschappijen reeds hun absolutistisch karakter en dogmatische waarheidsaanspraken vanwege de kerk en staat hadden verloren, heeft de vrijmetselarij hierin geen actieve rol meer vervuld in het bereiken van deze maatschappelijke verandering. Daarom waren politieke en religieuze discussies binnen de loges ook niet meer noodzakelijk, om een kataliserende rol efficiënt te kunnen vervullen, en konden deze statutair worden verboden.
Want de Latijnse vrijmetselarij – die haar oorsprong in de opvattingen van het Belgische en Franse Grootoosten met betrekking tot de vrijmetselarij en die een agnostisch of atheïstisch wereldbeeld hanteren – zijn historisch ontstaan en gegroeid in niet-gereformeerde cultuurgebieden waar het katholicisme toonaangevend was. Omdat deze maatschappijen hun absolutistisch karakter en dogmatische waarheidsaanspraken vanwege kerk en staat nog niet hadden verloren heeft de vrijmetselarij hier eerst een actieve rol vervullen als katalysator van maatschappelijke verandering. Daarom waren politieke en religieuze discussie binnen de loges wel noodzakelijk, om deze rol efficiënt te kunnen vervullen.
De vrijmetselarij was de doorslaggevende factor en initiatiefnemer van wat we paramaçonnieke organisaties kunnen noemen. In 1863 werd de onder impuls van de vrijmetselarij de vereniging La Libre Pensée opgericht, die instrumenteel was in de strijd voor burgerlijke begrafenissen. De Ligue de l’enseignement, die niet alleen opkwam voor de verdediging van het rijksonderwijs maar de volledige laïcisering wilde doorvoeren, werd in 1864 door vrijmetselaars gesticht.
In 1817 was de Suprême Counseil de Rite Écossais Ancien et Accepté opgericht om de hogere graden van de Aloude en Aangenomen Schotse Ritus te verlenen. Ook binnen het Grootoosten van België waren deze hogere graden populair. Dit is een problematisch gegeven gebleven tot 1870 toen beide obediënties tot een vergelijk kwamen. Het Grootoosten van België ging exclusief de drie symbolische graden verlenen, terwijl de Opperraad exclusief de dertig hogere graden van de A.A.S.R. ging verlenen. Deze overeenkomst bleef bestaan tot 1959.
De oprukkende vrijzinnigheid ging verder. In 1872 schrapte het Grootoosten van België, tien jaar voor de Grand Orient de France, artikel 12 van de statuten elke verwijzing naar de Opperbouwmeester van het Heelal. Niet veel later werd de aanwezigheid van de Bijbel uit de loges gebannen. Daarmee verloor het Grootoosten van België zijn erkenning door de United Grand Lodge of England. Een aantal andere buitenlandse Grootloges verbrak dan ook de vriendschappelijke relaties met het Belgisch Grootoosten, terwijl de meeste andere de contacten tot een minimum beperkten. Op het einde van de 19e eeuw verloor het Grootoosten van België definitief zijn erkenning als reguliere obediëntie.
Prominente liberale politici, bijvoorbeeld Pierre Van Humbeeck en Jules Bara, bereidden binnen de loges en de liga de onderwijswet voor, die ze in 1879 in het parlement goedgekeurd kregen (zie Eerste schoolstrijd (1878-1884)).
In 1880 verbrak de liberale regering de diplomatieke betrekkingen met de Heilige Stoel en werden een aantal fnuikende maatregelen tegen de geestelijkheid genomen.
Onder de radicaal liberale regering Frére-Van Humbeeck (1878-1884) bereikte de politieke invloed van de loge een eerste hoogtepunt. De wet Van Humbeeck op het lager onderwijs bracht het land op de rand van de burgeroorlog. Bij de verkiezingen van 1884 leden de liberalen een verpletterende nederlaag en kon de katholieke oppositie de meerderheid verwerven, en deze voor drie decennialang behouden.
Van antiklerikaal werd de Belgische vrijmetselarij daarna gaandeweg antigodsdienstig. Deze evolutie liep parallel met het versterkt dogmatisme van de Katholieke Kerk, waarvan de pauselijke encycliek Quanta Cura uit 1864, en de hierbij horende Syllabus Errorum een illustratie zijn.

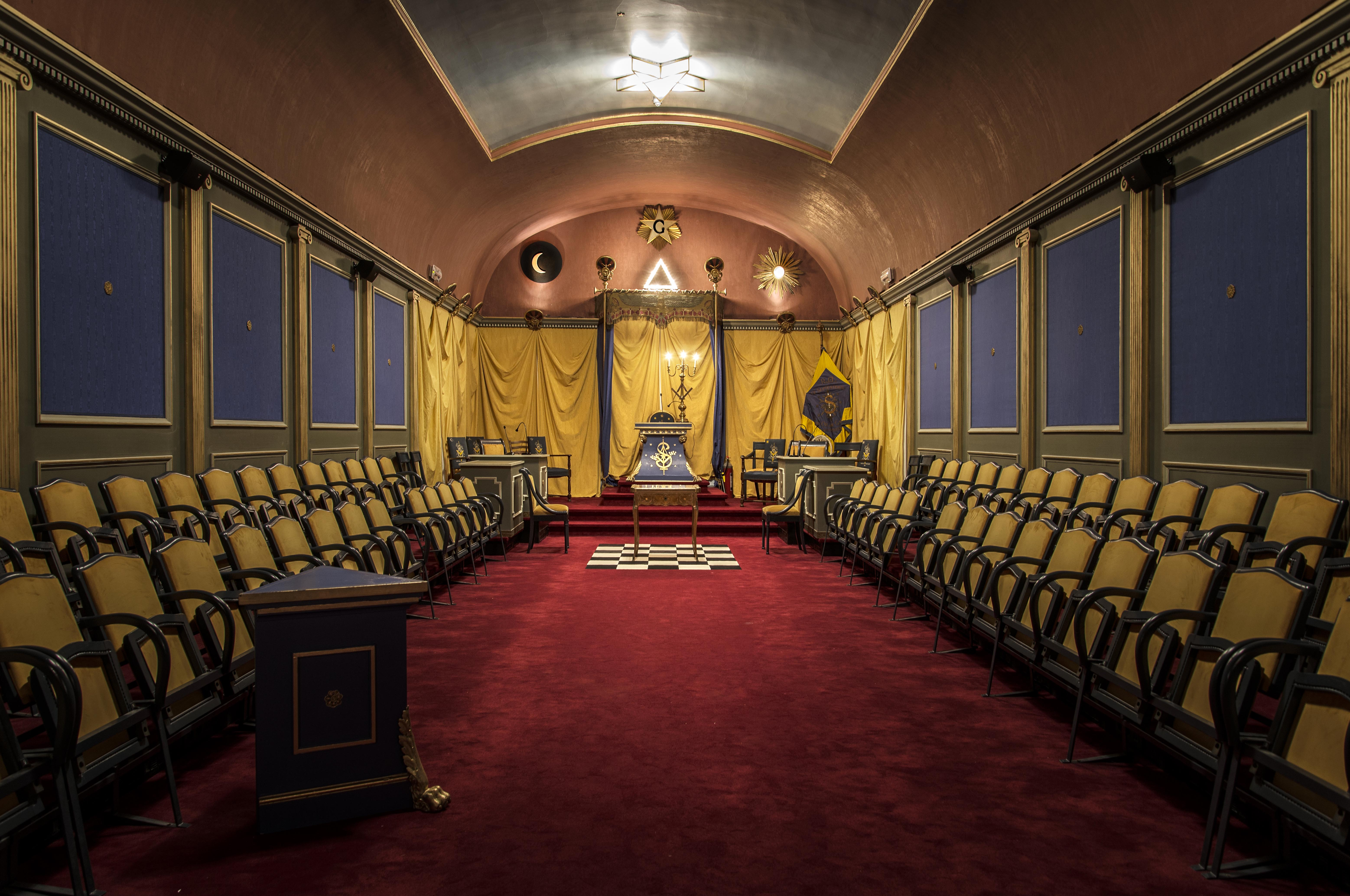
Gentse vrijmetselaarsloge Septentrion.

### 1884-1917: Katholieke meerderheid
Nu de Belgische vrijmetselarij geen directe regeringsmacht meer had, was er belangstelling voor interne zaken. Een actieve minderheid van de vrijmetselaars waren niet liberaal, en behoorden tot een meer radicale groep. De onbetwiste leider van de radicalen was Paul Janson, die grote belangstelling had voor sociale vraagstukken en voorstander was van het algemeen stemrecht.
In 1887 kwam het tot een open breuk met de gematigde liberalen en Janson richtte een progressieve partij op, die opkwam voor stemrecht voor alle burgers die lezen en schrijven konden, verplicht lager onderwijs, regeling van de kinderarbeid, wettelijk statuut voor de vakbonden, afschaffing van het lotingsysteem, gelijkheid van de twee nationale talen en volledige scheiding tussen Kerk en Staat. Dit programma sloot nauw aan bij dat van de in 1885 opgerichte Belgische Werkliedenpartij. Na de electorale doorbraak van de socialisten sloten vele radicalen zich dan ook aan de BWP. Tot op heden blijft de vrijmetselarij in België gedomineerd door deze twee ideologische bloedgroepen.
De politieke en ideologische tegenstellingen hielden een grote bedreiging in voor het Grootoosten. Dankzij de modererende invloed van Goblet d’Alviella en van de militaire auditeur en maçonniek auteur Pierre Tempels kon een definitieve breuk worden vermeden. Na 1894 werden de gemoederen bedaard door bindende stemmingen over politieke en religieuze thema's in loges te verbieden. Er groeiden in de grootsteden ook een veelheid aan loges, die een thuishaven werden voor diverse filosofische stromingen en aldus de interne discussies verminderden. Zo splitste in 1894 de Brusselse loge Les Amis Philanthropes Bruxelles in twee, de loge Les Amis Philanthropes nº 1  voor socialisten en Les Amis Philanthropes nº 2 Bruxelles. Deze afgesplitste nº 2 zou later opnieuw splitsen in een nº 2 alpha en nº 2 omega.
In 1881 werd te Brugge de loge La Flandre opgericht. In 1883 telde het Belgische Grootoosten 2.789 leden. In 1887 publiceerde de Brusselse uitgeverij Tillot een boek getiteld La Belgique maçonnique met daarin een lijst van 5.500 vrijmetselaars tussen 1830 en 1885.
In 1910 werd er een Belgische Ligue antimaçonnique belge opgericht, in navolging van gelijkaardige Franse initiatieven. Die waren er in Frankrijk gekomen omdat een groot schandaal was ontstaan toen bekend werd dat er een geheime dienst binnen de Grand Orient de France actief was die lijsten maakten van goede republiekeinen en slechte republiekeinen en deze lijsten aan de regering en gerecht bezorgden voor toekomstige benoemingen.
Op 21 november 1910 hield Georges Martin, grootmeester van de Ordre Maçonnique Mixte International Le Droit Humain een voordracht in de loge Les Amis Philantropes (nº 1) . Als gevolg hiervan werd op 22 februari 1911 de eerste Belgische D.H.-loge opgericht, nº 45 Egalité in Brussel. Dat gebeurde in de tempel van Les Amis Philantropes (nº 1). Vele loges zonden schriftelijke steunbetuigingen. Alhoewel het Belgische Grootoosten Le Droit Humain nog niet officieel erkende werden vele vrijmetselaars geaffilieerd met deze gemengde obediëntie. Bijvoorbeeld leden van Les Amis Philantropes (nº 1), Les Amis du Commerce et de la Perséverance Réunis te Antwerpen, La Constance te Leuven, Les Philadelphes en Le Travail beiden te Verviers.
Maar niet iedereen binnen het Belgische Grootoosten was het hiermee eens. In sommige gevallen kwam het opnieuw tot splitsingen. Zo is de loge Les Amis Philanthropes nº 3 te Brussel ontstaan als afsplitsing van Les Amis Philanthropes (nº 1) in deze materie.
De ganse 19e eeuw werd de Belgische vrijmetselarij structureel uitgebouwd in relatief grote logistieke en structurele eenheid binnen het Belgische Grootoosten. De 20e eeuw zou echter aan deze eenheid definitief een einde maken en een toenemende verbrokkeling zou gaandeweg optreden.

### 1914-1918: Eerste Wereldoorlog
In 1913 telde de Belgische vrijmetselarij 4.300 leden. Tijdens de Eerste Wereldoorlog wordt de maçonnieke activiteit in bijna alle loges stilgelegd.
Tevens is er in 1913 een eerste schuchtere poging om tot verzoening met de Britse vrijmetselarij te komen. In Genval wordt de wilde loge Pax et Concordia opgericht door Gustave Smets-Mondez, die tevens lid was van Les Amis Philanthropes nº 1 te Brussel. In 1914 verlegde deze loge haar werking naar Londen. In 1918 keert ze terug naar Genval, waar ze korte tijd later inslaapt.
Onder de Duitse bezetter worden wel enkele militaire loges opgericht op Belgische bodem, bijvoorbeeld loge Graal an der Schelde te Antwerpen (1915), Stern von Brabant te Brussel (1915) en Zum Eisernen Kreuz te Luik (1914).
Ook worden tijdelijk Belgische loges in het buitenland opgericht, bijvoorbeeld de loge Albert de Belgique, Grand Maître Charles Magnette en Grande Loge Chapitrale des Maîtres Ecossais de Saint-André te Londen, Nous Maintiendrons te Den Haag, La Belgique te Parijs, La Patrie nº 1 te De Panne en La Patrie nº 2 te Calais.
Deze loges verdwijnen kort na de Eerste Wereldoorlog, en het maçonnieke leven in België herneemt zijn werking. In 1918 telde de Belgische vrijmetselarij 3.700 leden.

### 1918-1939: Interbellum
Vanaf 1922 werden er officiële vriendschapsverdragen gesloten tussen de Franse Grand Orient en Le Droit Humain. In België werd de tweede D.H.-loge opgericht, Vérité te Brussel in 1924. Andere loges volgden. Op 28 mei 1928 ontstond de Belgische federatie van Le Droit Humain.
In het Interbellum werd de vrijmetselarij zwaar gecontesteerd langs katholieke zijde. Kranten zoals De Standaard, Gazet van Antwerpen, La Libre Belgique en Le Vingtième Siècle publiceerden scherpe kritiek op de vrijmetselarij. Ook de politiek rechterzijde, waarbij Léon Degrelle en zijn partij Christus Rex een belangrijke rol speelde, gaven openlijk kritiek.
In verschillende landen werd de vrijmetselarij buiten de wet gesteld. In de Sovjet-Unie in 1917, in Hongarije in 1919, in Italië in 1925, in Portugal en het Derde Rijk in 1935, in Polen in 1938 en in Spanje in 1940. In het kielzog van de Duitse en Russische veroveringen werd ook aldaar de vrijmetselarij buiten de wet gesteld. Individuele vrijmetselaars reisden naar Duitsland, Spanje en Italië en namen deel aan de strijd die daar woedt.
Vanaf 1939 viel de vrijmetselarij de Belgische neutraliteitspolitiek af en ijverden voor samenwerking met Frankrijk en het Verenigd Koninkrijk. Voordien werd de neutraliteit gesteund en de hoop gesteld op de Volkenbond, waarvan een publieke verklaring van het Belgische Grootoosten uit 1925 stelde: op politiek vlak hetzelfde nastreeft als de vrijmetselarij op het moreel vlak. Het G.O.B. was dan ook medeoprichter van de Internationale Vrijmetselaarsfederatie voor de Volkenbond. Bepaalde radicale krachten binnen de Belgische vrijmetselarij stonden zelfs het algehele pacifisme voor.
Enkele loges voerden terug de aanwezigheid van de Bijbel en de aanroeping van de opperbouwheer van het heelal in tijdens hun werking. Een voorbeeld hiervan is loge Les Amis Philanthropes nº 2 te Brussel die dit in 1939 doorvoerde. Het ging om een formele invoering van deze begrippen, met louter symbolische waarde.

### 1939-1945: Tweede Wereldoorlog
In 1939 had het Grootoosten van België zijn archief uit veiligheidsredenen overgebracht naar Londen. Wat er nog restte aan archiefmateriaal werd door de Duitse bezetter in beslag genomen en naar Duitsland overgebracht. Op het einde van de oorlog werden deze archieven door Sovjet-troepen naar Moskou overgebracht. Bij het begin van de Tweede Wereldoorlog telde het G.O.B. 4.500 leden.
In 1941 werden op last van de Nationaalsocialisten alle loges gesloten. Deze regel gold trouwens niet alleen voor de vrijmetselarij ook andere broederschappen en esoterische groeperingen ondergingen hetzelfde lot. De vrijmetselaarstempels werden opengesteld voor het publiek en er werden anti-maçonnieke tentoonstellingen in georganiseerd, bijvoorbeeld in Brussel, Gent, Luik, Namen, Kortrijk, Ieper, Oostende, Brugge, Leuven en Hasselt.
Opnieuw werden Belgische loges op vreemde bodem geopend, bijvoorbeeld de loge Belgique-Luxembourg in New York en Albert de Belgique te Londen. Enkele leden van het Grootoosten van België richtten zelfs loges op in concentratiekampen, bijvoorbeeld Liberté Chérie in Esterwegen en L'Obstinée in Fischbeck.
Ondanks deze moeilijke tijden bleven sommige loges in het geheim en ondergronds verder werken. Talrijke broeders werden dan ook door de Gestapo gearresteerd en enkelen stierven in de concentratiekampen. Op het einde van de Tweede Wereldoorlog telde het G.O.B. nog 2.900 leden. De vrijmetselarij had slechts weinig nieuwe orde-leden gekend, en de neuzen waren allemaal richting Engeland, Canada en de Verenigde Staten gericht.

### 1945-heden: Postbellum
Na de oorlogsjaren kwamde vrijmetselarij moeilijk terug op gang. Het Grootoosten richtte slechts de eerste nieuwe loges op vanaf 1956. Onder aansturing van Herman Bekaert werd binnen het Belgische Grootoosten gekeken of een samenwerking met de reguliere Angelsaksische obediënties tot de mogelijkheden behoorde. Deze tendens zou voor onrust zorgen tot 1979 en voor afsplitsingen van loges en het vormen van nieuwe obediënties.
In 1954 hadden één derde van de loges van het Belgische Grootoosten het voorbeeld van Les Amis Philanthropes nº 2 te Brussel nagevolgd. Intern werd er volop gediscussieerd, maar er werd geen compromis gevonden. Een poging om toe te treden tot de Conventie van Luxemburg, afgesloten tussen vijf reguliere obediënties uit Nederland, Luxemburg, Duitsland, Oostenrijk, Zwitserland in 1954, mislukte. Om aan de vernietigende discussie een einde te maken werd er een motie voorgelegd om verdere discussie te staken en alles bij het oude te laten. Deze resolutie werd op 8 maart 1954 aanvaard met 80 stemmen tegen 22.
In 1956 werd de eerste Nederlandstalige loge van het Droit Humain opgericht, Broederschap te Brussel.
Op 4 december 1959 besloten enkele loges zich af te splitsen van het Grootoosten van België en richtten twee dagen later te Luik de Grootloge van België op, in een poging de maçonnieke regulariteit opnieuw te verwerven. De letter van de statuten van de nieuwe obediëntie waren regulier, maar de geest van zeer vele vrijmetselaars was dit absoluut niet. Van de 5.000 leden van het Grootoosten van België stapten er 1.100 richting Grootloge over. In Brussel waren dat een 40-tal, in Wallonië een 300-tal en in Vlaanderen een 800-tal.
De eerste erkenning gebeurde door de Opperraad voor België van de Aloude en Aangenomen Schotse Ritus in 1960. Deze opperraad voor het hogere gradensysteem van de Aloude en Aangenomen Schotse Ritus (A.A.S.R.) had in de 19e eeuw een historisch verdrag gesloten met het Belgische Grootoosten. Het G.O.B. had exclusieve bevoegdheid met betrekking tot de drie symbolische graden terwijl de opperraad exclusieve bevoegdheid kreeg voor de hogere graden. Dit verdrag werd in 1960 beëindigd met de erkenning van de G.L.B. Dit had de oprichting van een tweede, nieuwe opperraad tot gevolg die een nieuw exclusief verdrag met het Belgische Grootoosten afsloot.
De Grootloge van België werd in 1965 officieel erkend door de United Grand Lodge of England. Andere reguliere obediënties volgden.
In 1961 was het Grootoosten van België een van de elf initiatiefnemers van het Centre de Liaison et d'Information des Puissances Maçonniques Signataires de l'Appel de Strasbourg (C.L.I.P.S.A.S.), een internationale koepel van adogmatische obediënties in een poging om tot grotere internationale maçonnieke eenheid te komen.
Op 20 april 1974 richtte de Grand Loge Féminine de France (G.L.F.F.) een eerste loge in Brussel op. Er volgden bijkomende stichtingen in Luik, Brussel en Charleroi. In 1981 werd onder een Frans charter de Grande Loge Féminine de Belgique (G.L.F.B.) - Vrouwengrootloge van België (V.G.L.B.) opgericht.
In de jaren die hierop volgden ontstonden er opnieuw interne problemen met het principe van de Grote Architect van het Universum en de Opperbouwmeester van het Heelal. De kritiek kwam uit het buitenland dat enkel lippendienst aan deze beginselen werd gedaan. Bij herhaalde navraag door Angelsaksische obediënties bleek dit te kloppen. In 1979 verbrak de U.G.L.E. dan ook haar banden met het Belgische Grootloge, hierin snel gevolgd door vele andere obediënties.
Op 15 juni 1979 scheurden zich negen loges af van de Grootloge van België om de Reguliere Grootloge van België te vormen. Dit waren de Brusselse loges L'Union, Les Trois Anneaux en Chevalier Ramsey alsmede de loges Marquis de Gages te Waterloo, Les Trois Briques te Waterloo, King Leopold I te Bergen, Les Disciples de Salomon te Leuven, L'Avenir et L'Espérance te Charleroi en De Wijngaardenrank te Aarschot. Het betrof een 300tal vrijmetselaars.
De eerste erkenning gebeurde opnieuw door de Opperraad voor België van de Aloude en Aangenomen Schotse Ritus, die het verdrag met de G.L.B. verbrak. Als gevolg hiervan kwam er een derde, nieuwe opperraad bij die een nieuw exclusief verdrag met de G.L.B. afsloot. Enige tijd later werd zelfs een vierde, nieuwe opperraad opgericht, die zowel met G.O.B. als G.L.B. een verdrag afsloot met betrekking tot de hogere graden van de A.A.S.R.
Momenteel is de Reguliere Grootloge van België de enige Belgische obediëntie die wordt erkend door de United Grand Lodge of England en haar bondgenoten. Zij vertegenwoordigt echter slechts 7,5% van de Belgische vrijmetselarij.
De nacht van 28 september 1986 kwam het Belgische Grootoosten in het nieuws naar aanleiding van een mysterieuze bomaanslag op zijn zetel, gevestigd aan de Lakensestraat 79 in Brussel. De avond van 29 september was een grote gemengde interobediëntiële zitting gepland vanwege Les Amis Philanthrophes (n° 1), alwaar de PS-senator en fractieleider, en logebroeder, Roger Lallemand tekst en uitleg zou geven met betrekking tot zijn wetsvoorstel tot depenalisering van abortus provocatus. Als een gevolg van de aanslag kon de geplande logezitting niet doorgaan. De aanslag werd nooit opgeëist, en de daders werden nooit gevonden. Verdachtmakingen aan het adres van de anti-abortusorganisatie Pro Vita of voormalig advocaat Jean-Michel Systermans konden nooit hard worden gemaakt.
Op 11 november 2006 werd te Brussel de gemengde obediëntie Lithos Confederatie van Loges opgericht. De initiatiefnemers kwamen uit het Grootoosten van België, Droit Humain, de Groot Loge van België en het Grootoosten van Luxemburg. Sommige loges, die oorspronkelijk behoorden tot Internationale Vrijmetselaarsorde Le Droit Humain, scheurden zich van deze laatste af, in een streven naar meer transparante werking, democratie en autonomie.
De situatie van de Belgische vrijmetselarij staat in sterk contrast met de situatie in de meeste andere landen van de wereld. Een kleine minderheid van de loges in België vertonen immers overeenkomsten met de meest gangbare vorm van vrijmetselarij, de zogenaamde reguliere vrijmetselarij, de zogenaamde Engelse strekking die er een deïstische visie op nahoudt. De meerderheid van de Belgische obediënties van vrijmetselaarsloges behoort tot de irreguliere vrijmetselarij, de zogenaamde Franse of adogmatische strekking. Zij bestaat in hoofdzaak uit atheïsten en agnosten die zich richten tegen het klerikale.
De invloed van de irreguliere vrijmetselarij op de Belgische politiek vanaf de 19e eeuw tot op heden is onloochenbaar. De oprichting, structurering en verspreiding van de liberale partij, de invoering van de burgerlijke begrafenis, het algemeen enkelvoudig stemrecht, echtscheiding, abortus, euthanasie en het homohuwelijk zijn maar enkele voorbeelden hiervan. 
Diverse maatschappelijke actieve verenigingen met wortels in de vrijmetselarij  hebben met hun gedachtegoed is in de afgelopen anderhalve eeuw de vrijzinnigheid in België politiek en maatschappelijk gerealiseerd. Een historisch overzicht van tientallen van dergelijke verenigingen is terug te vinden in de ‘Dictionnaire historique de la laïcité en Belgique’. Hierin worden tevens de maçonnieke wortels ervan aangeduid. Enkele voorbeelden hiervan zijn:
- Unie Vrijzinnige Verenigingen / Centre d'Action Laïque
- Humanistisch Verbond
- Het Vrije Woord
- Liga voor onderwijs en permanente vorming / Ligue de l'Enseignement et de l'Education permanente (1865)
- Belgische liga voor de rechten van de mens / Ligue pour les droits de l'homme de Belgique (1901)
- Willemsfonds
- Vermeylenfonds

## Appendix
Vrijmetselarij · Beginselen · Geschiedenis · Symbolen · Vrijmetselaarsloge · Ordegrondwet · Obediëntie · Regulariteit en irregulariteit · Ritus · Graden · Grootmeester · Gemengde vrijmetselarij · Para-vrijmetselarij · Antivrijmetselarij · Vrijmetselarij in Nederland · Vrijmetselarij in België